# Temitope Solaja
 (mars 2025).
Temitope Solaja  est une actrice de cinéma, scénariste et productrice de films nigériane. Elle est née le 14 février 1992.

## Jeunesse et éducation
Temitope Solaja, née premier enfant de ses parents, est originaire de Sagamu, dans l'État d'Ogun. Elle est titulaire d'une licence en communication de masse de l'Université d'éducation Tai Solarin.

## Carrière
En 2008, Solaja a obtenu son premier rôle d'actrice dans le film intitulé Bamitale . Le film Opolo produit par Sola Akintunde Lagata l'a propulsée sous les projecteurs grâce à son rôle de sous-titre en 2009. En 2015, elle a écrit et produit son propre film intitulé Aruga dans lequel elle a également joué aux côtés d'autres acteurs comme Antar Laniyan et Sunkanmi Omobolanle.
En 2017, elle a été nommée comme meilleure actrice dans un rôle principal (yoruba) aux Best of Nollywood Awards 2017.

## Filmographie
- Bamitale
- Opolo
- Idemu Ojo peut
- L'Antique
- Adajo Aiye
- Kudi Klepto
- Bella (2015)
- Firepemi
- Aruga (2015)
- Darasimi
- Awelewa
- Orente
- Djouba[6]
- Aromimawe (2016) dans le rôle de Kofo
- Your Wife is My Slut (2017)
- Kesari (2018) dans le rôle de Shade
- Adebimpe Omo Oba (2019) dans le rôle de Feyisara
- The Wrong Turn (2019) en tant que Bimpe
- 77 Bullets[7] (2019) dans le rôle de Susan's Gang
- Kadara (2022) dans le rôle de Titi

## Prix et nominations
| Année | Prix                     | Catégorie                                         | travail      | Résultat | Réf. |
| ----- | ------------------------ | ------------------------------------------------- | ------------ | -------- | ---- |
| 2015  | Best of Nollywood Awards | Meilleure actrice dans un second rôle (Yoruba)    | Bella        | Nommée   | ,    |
| 2017  | Best of Nollywood Awards | Meilleure actrice dans un rôle principal (Yoruba) | Ashabi Akata | Nommée   |      |